# Jurģis Pučinskis
Jurģis Pučinskis (Daugavpils, 1973. március 1. –) lett válogatott  labdarúgó, jelenleg edző.
A lett válogatott tagjaként részt vett a 2004-es Európa-bajnokságon.

## Sikerei, díjai
Skonto Riga
- Lett bajnok (1): 2003